# Brazil Jack
Carl Max Alexander Rhodin, känd som Brazil Jack, född 28 september 1871 i Bergen, Norge, död 7 november 1952 i Malmö, var en svensk cirkusartist. Han var son till illusionisten Max Alexander, far till bland andra konstnären Alessandro Rhodin, premiärdansören Teddy Rhodin och cirkusdirektören Trolle Rhodin (1917–1997) , farfar till filmaren Olof Rhodin och cirkusartisten och skådespelaren Toni Rhodin.

## Biografi

### Barn- och ungdomsår
Max Rhodin, som han i unga år kallades, föddes i Bergen under föräldrarnas norska turné. Fadern var Carl Max Alexis Rhodin (1848–1924) och modern Theresa Margarethe Welcher (184?–1908), sandmålare med artistnamnet Theresa Rombello. Under hans  tidigaste år från ett till sex bodde familjen i London där föräldrarna hade engagemang på Polytechnic Theatre på Ruppert Street i Haymarket, där man också hyrde en våning. Redan här påbörjade han sin yrkesutbildning. En shadowgraphist gjorde intryck på honom varpå han började träna på att, belyst av en kalkljuslampa, mot en stor vit duk skapa skuggbilder av djur och människor. Från London flyttade familjen till Köpenhamn där han 1877 fick tillfälle att medverka bl. a i rollen som Napoleon, i en pantomim kallad ”Nationerna” på Cirkus Renz. Sitt första större engagemang som skuggbildskonstnär hade han 1883 då han engagerades av trollerikonstnärinnan Sidonie Roman för en turné till Ryssland. Premiären ägde rum på den zoologiska trädgården i S:t Petersburg där man spelade hela sommaren. På vintern hyrde man en lägenhet varifrån man utgick med fria engagemang i privata familjer. Till våren besökte sällskapet vidare Nizjnij Novgorod, Warszawa, Odessa samt Sevastopol. Övrig tid tillbringade Rhodin i skolbänken på internatskolan, Sankt Andreas Kollegium, nuvarande katolska skolan i Ordrup medan föräldrarna befann sig på turnéer runt om i Europa. Han fick då också sin första fiol av en god vän till familjen vid namn Sjelle och tillfälle att ta lektioner för en erkänt skicklig lärare vid namn Tofte.

### Tidiga läroår i cirkus
1886 då Max Rhodin var femton år kom Cirkus Bergman till Gentofte och hela skolan skulle gå dit. Nu tog det eld i blodet på Max. All sin lediga tid tillbringade han på cirkusen. En dag visade han fru Bergman sina skuggbilder och erbjöds omedelbart engagemang. Då föräldrarna var i utlandet var det patrarna i skolan och Sjelle som förgäves försökte avråda honom från att avbryta sina studier. Han sålde sina skolböcker och tog farväl av det borgerliga livet med ett kapital på trettio kronor på fickan, sin fiol och kläderna han bar. På cirkusen blev han god vän med en Oscar Bergman som var företagets clown och dessutom bror till Elvira Madigan. 1887 flyttade de båda tillsammans över till Madigans cirkus i Sverige där Max Rhodin blev lärpojke och fick lära sig grunderna i flera klassiska cirkusdiscipliner. Han befann sig vid cirkusen då Elvira från Sundsvall gav sig av för att möta sitt tragiska öde tillsammans med Sixten Sparre. Därefter lämnade han Madigans och försörjde sig som vandrande musiker.

### Zigenarprins
I Töreboda stötte han omkring 1890 på ett romskt sällskap under ledning av Bomba Dimitri som fångade hans intresse och lust för äventyr. Bomba gick med på förslaget att han skulle bli zigenarprinsen Caroli Dimitri. Sällskapet bestod av åtta familjer, inalles cirka femtio personer och åtta till tio hästar. Kärnan i truppen bestod av, förutom Bomba själv, hans hustru och döttrarna Mari och Sofi samt fyra söner, Dutsa, Bunka, Joschka samt Kori. Man hade två vagnar med stora hjul framtill och små därbak men bodde helst i de mer rymliga tälten. Max fick nu flytta in i Bombas eget tält tillsammans med den närmaste familjen. Man anordnade bröllop med uppträdande, dans och musik. Max/Caroli var brudgum och äktade växelvis Mari och Sofi varje lördag. Sällskapet reste med tåg mellan platserna, medan vagnarna gick landsvägen dragna av hästar. Samtliga intäkter för såväl bröllop, hästaffärer, förtenning av kopparkittlar och spående, samlades i en stor koppargryta med lock på till vilken endast Bomba hade nyckeln. Grytan öppnade varje måndag då Max/Caroli erhöll tjugo procent av det totala nettot. Efter tre år ansåg Bomba att han borde gifta sig med Mari eller Sofi och bli en del av familjen på allvar men det ingick inte i Max planer. Då stämningen blev en smula hotfull gav sig Max brådstörtat av från Bornholm där sällskapet just då befann sig för att söka upp sina föräldrar som befann sig på turné på kontinenten. Sin vänskap med samtliga i Sverige etablerade romska familjer behöll han dock hela återstoden av sin levnad.

### Trubadur

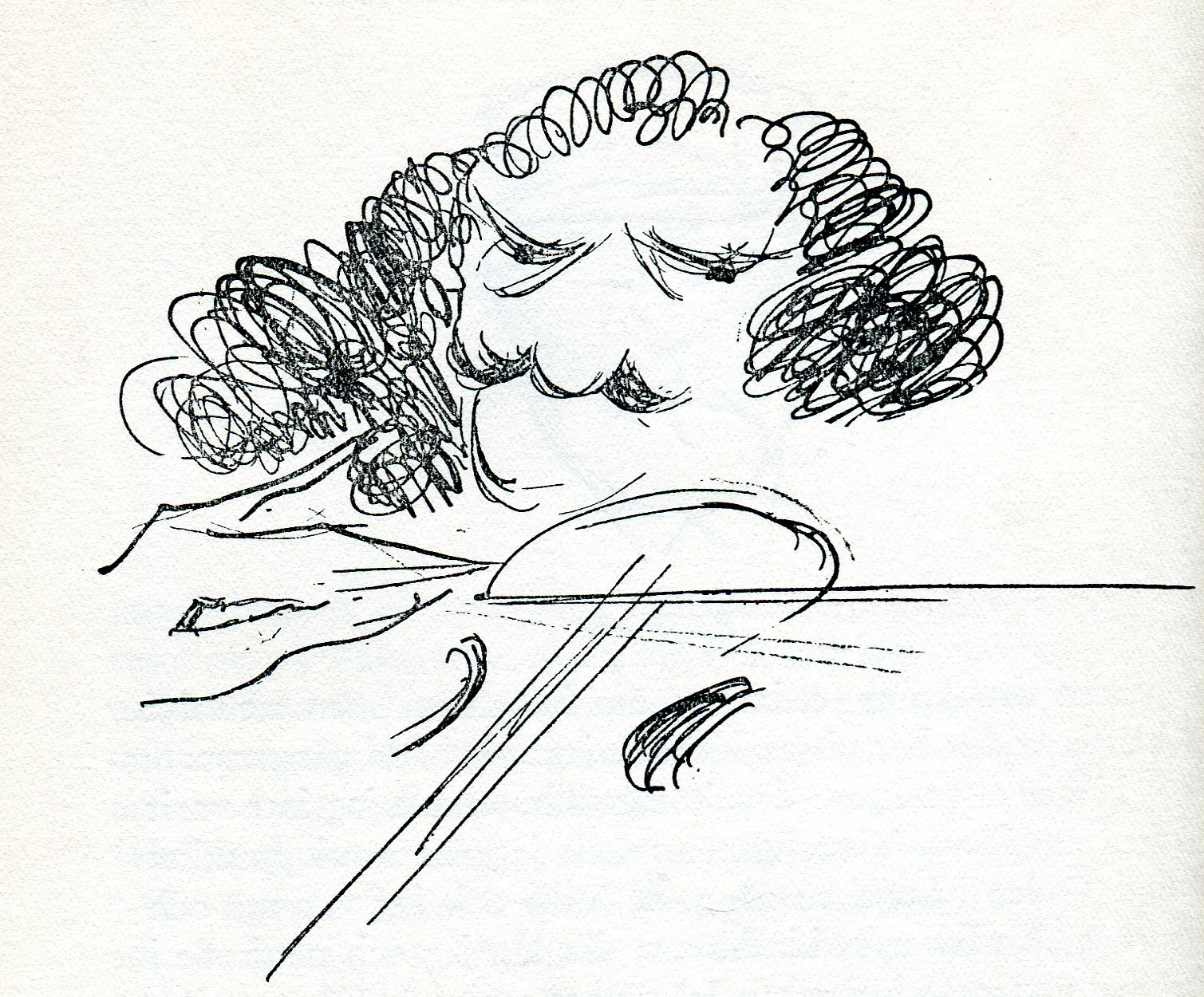
Brazil Jack tecknad av Gunnar Cederschiöld

I mitten av nittiotalet återvände Max till Sverige via Köpenhamn efter några års turnerande med föräldrarna i Italien, Holland, Belgien etc. Han hade nu tagit sig artistnamnet Carlo Roodini och uppträdde som syditaliensk trubadur med enkla herdekläder i fårskinn, snörade ben och sandaler på fötterna. Han vandrade västkusten upp som gårdsspeleman med sin fiol och sjöng italienska sånger. I Göteborg upptäcktes han 1896 av en tillfällighet av en herr Norman som var direktör vid Lorensberg etablissemang. Denne erbjöd honom på stående fot att spela solo till ackompanjemang av Richters kapell. Detta engagemang varade en hel månad och på avskedssöndagen kom över fyra tusen personer. Vid det laget hade hans rykte gått före honom till huvudstaden där man just rustade för världsutställningen. Han fick ett anbud att där spela på ”Bellios Taverna” (Norrmalmstorg 4) och bosatte sig också på Lilla Glasbruksgatan 16 (nuvarande Glasbruksgatan), i det så kallade ”Positivhalarehärbärget” i Stockholms italienska koloni. Han tillvann sig mer och mer erkännande och popularitet i stadens nöjesliv och även hos det motsatta könet. Snart hade han bildat familj med unga Gunhild Valborg Charlotta Hellman (1881–1928) som arbetade i sin mors mjölkmagasin på Lilla Glasbruksgatan. 1897 föddes den första sonen Alessandro Lamberto Bartolomeo.

### Brazil Jack
Våren 1899 hade han låtit sy sig ett 26 meters tält hos Albrechtssons segelmakeri i Göteborg. Då tog han sig också det artistnamn som han skulle bära återstoden av sina dagar, Brazil Jack. Inspirerad av de framgångar Buffalo Bill haft på sina europaturnéer 1887–1892 ville han satsa på western-temat. Namnet är en konstruktion som bygger på samma princip som den mer internationellt kända föregångaren, i kombination med det faktum att hans mor sandmålarinnan påstod sig vara född i Brasilien. Efter att första året ha kallat sitt nya företag cirkus Brazil Jack, döptes det om till Cirkus London. Cirkusen växte fort i storlek och betydelse. Han engagerade artister som Alfred Schneider med tjugofem lejon och en hel trupp indianer från Saint Lawrence River i Kanada. Han köpte en uppsättning hästar med vilka han spelade upp stora vilda västerndramer i sin manege. Indianöverfall, diligensjakter och kvinnorov var saker som intresserade den tidens publik och själv var direktören ständigt dramats hjälte. Under dessa år födde hans hustru i snabb följd ytterligare sju barn: Happy Celestino Anselmo (f. 1900) och därefter de två döttrarna Molly Josephina (f. 1903) och Barnum Margareta "Baby" (f. 1904). Carl Max Alexander (f. 1905), Frantz Xavier (f. 1908), Leonard Haakon Jarl (f. 1909) och slutligen Jean Eugene Osborne (f. 1911). Cirkusen hade turnerat i såväl Sverige som i Norge och familjen hade så småningom etablerat sig i Gjövik där barnen kunde gå i skola under vintrarna. Nationella stämningar och misstro mot utlänningar växte sig allt starkare och Brazil Jack övertalade sin danske cirkussekreterare Nielsen att ansöka om norskt medborgarskap för att därefter skriva över hela cirkusen och till och med bohaget på denne. Detta var ett misstag. Nielsen behöll allt och lämnade sin forna direktör och hans familj totalt utblottad.

### Landsortscirkusar
1916 blev det att börja om på ny kula. Det gjorde han med besked genom att lämna, inte bara Norge utan även fru och åtta barn, för en tillvaro i Sverige med den betydligt yngre skepparedottern från Höganäs, Iris Sibylla Antoinette (1897–1976). Framöver skulle han, förutom att bilda en ny familj med Iris Antoinette, stå som ledare för en brokig rad nöjesföretag i den mindre storleken. Företag med namn som Wild west show, Texastruppen, Brazil Jack-turnén, Cirkus Britannia, Wild West Cirkus och Sierra Leones Karavan. Om vintrarna stannade familjen där man tillfälligtvis råkade befinna sig varpå han oförtröttligt fortsatte vintern lång på lokalturnéer runt om i landet. Han uppträdde då i första hand med trolleri men även musik och skuggbilder. Barnen som blev frukten av detta äktenskap var Olof Trollheimen "Trolle" (1917–1997), Teddy Vitali (1919–2004), Anna Maria Lillebil (1920–2007) samt Carl Jack (1925–1995). Han var en ofta sedd profil på landets marknader och har kallats ”Sveriges Barnum” med hänseende till sitt enastående sinne för reklam. Eller som han själv uttryckte det; ”Har jag hundra kronor så lägger jag nittio på reklam.” Han hade däremot inget sinne för ekonomi och egentligen heller inget intresse av pengar. Det var alltid hans hustrur som fick hålla i kassan och se till att det inte rusade iväg alltför halsbrytande.

### Stockholm
Med anledning av denna hans talang för PR fick han på våren 1925 erbjudandet att bli reklamchef på det nystartade ”Nöjesfältet” på Djurgården i Stockholm. Han skulle även få ha sin egen varieté där och lockades dessutom av möjligheten att kunna bosätta sig i staden och låta barnen gå i skola. Första sommaren bodde familjen i en cirkusvagn under berg-och-dal-banan men till hösten hyrde man en våning på Drottninggatan 8 och dessutom en på Jacobsgatan 18 där man öppnade nöjeslokalen ”Barnum show” med såväl spelautomater som förevisning av abnormiteter som krokodildamen Cleopatra, jättar, världens tjockaste damer, Lejonmannen Lionell, svältkonstnären Sidi Hassan och fakiren Muhammed Abbot. Brazil kom i längden inte överens med Johan Lindgren som drev ”Nöjesfältet” så något år senare flyttade han över till det nyöppnade ”Haga nöjesfält.” Han hade alltid svårt för kompanjonskap och samarbeten. Det kunde gå för en kort tid men övergick ofta i ovänskap och tråkigheter. ”Kompani är lumperi”, hävdade den egensinnige direktören ofta efter ett sådant uppbrott. I början av trettiotalet hade affärerna utökats med fler spelhallar runt om i Stockholm. En på söder vid Ringvägen och en på Vattugatan. Dessutom drev familjen ”Café Trojka” på Nytorgsgatan där man med hjälp av goda vännen och före detta artisten, Maria Wasilovna, serverade ryska specialiteter till levande balalajkamusik. Plötsligt kom det ett förbud mot spel om pengar och pengars värde, spelhallarna slogs igen och inget annat alternativ återstod än att ge sig ut på vägarna igen. Året var 1931 då Brazil åter kastade loss, nu i samarbete med sin svåger, Iris bror Henning Möller (1903–1968). Cirkusen som gick under namnet ”London” skulle gå i översta Norrland där man inte behövde befara risken för konkurrens från de större cirkusarna. Året därpå undersökte man huruvida namnet ”Merdano” skulle ge bättre klirr i kassan men så småningom avbröts dessa försök och man försökte sig istället på tivolibranschen.

### Tältstaden
Det började med bara en skjutbana och en dansbana i ett litet tält på en äng men hade mot slutet av trettiotalet växt sig till det stora ambulerande tivolit ”Tältstaden.” Utan åkattraktioner men istället med dansbana, utescen, alla tänkbara spel, skjutbanor och lustifikationer. Dessutom förekom det djurförevisningar samt ”Cirkus Djungeln” med både apor, lejon, hästar och diverse artister. På utescenen hade man ibland stora artister som Gösta Ekman och Edvard Persson och då kunde tivolit rymma tusentals betalande. På planen visade man svajmastartister och liknande friluftsattraktioner och förtjänsterna var åter hyggligt goda men då hade äldste sonen Trolle vuxit till sig och blivit mer och mer involverad i företagets skötsel. Han hade helt andra idéer.

### De sista åren
På hösten 1941 i Rörsjöparken i Malmö försökte sig Trolle på att spela enbart cirkus i ”Djungelns” tält. Han ville upphöra med tivolit för att istället satsa på cirkusverksamheten. Iris hade han redan fått över på sin sida men Brazil var tveksam till företaget. Han hade blivit bränd många gånger och ansåg att det redan fanns alltför många cirkusar i Sverige. Till sist gav han dock efter för tjatet och det var nog det klokaste han kunde gjort för Trolle visade sig vara en dynamisk cirkusman som skulle komma att ta den svenska cirkuskonsten till en helt ny nivå men det är en annan historia. Iris tog plats i kassavagnen som ansvarig för cirkusens ekonomi men Brazil själv fick nu en något passivare roll i företaget och kunde ägna sin tid åt att skriva sina memoarer. På viktiga premiärer kunde han dock fortfarande träda in mellan två led av uniformerade vaktmästare, svepa av sig sin hatt, skaka ut det långa vita håret, buga sig lite lagom avmätt åt höger och vänster för att sedan med sin gälla stämma som bar över folkhavet helt utan mikrofon, hälsa den högt ärade publiken välkomna till Zoo Cirkus. Den 7 november 1952 somnade han in i sviterna efter en lunginflammation, i cirkusens vinterkvarter i Kulladal, Malmö.
Hans gravvård återfinns på Fosie kyrkogård.

## Filmografi
- 1907 – Indianbild
- 1931 – Brokiga Blad

## Filmmusik
- 1987 - Låt änglarna rida i pausen